# Hårstorp
Hårstorp är en före detta gård vid Motala ström i Motala, Östergötlands län.

## Hårstorp, Hårstorpssjön, Hårstorpsgatan och Hårstorpsbron
När Motala kraftverk anlades 1917–1922 dämdes Motala ström upp med följd att Hårstorp lades under vatten och strömmen här vidgades till Hårstorpssjön. Endast en liten holme markerar den forna gården. Innan Hårstorpssjön bildades gjordes sommaren 1921 en utgrävning av Erik Lundberg varvid rester av ett äldre gårdshus (från 1500-talet) med drygt en meter tjocka gråstensmurar påträffades. Den forna gården hade legat mycket lågt på en udde där Motala ström böjde av i en tvär krök. Genom anläggandet av en vallgrav blev gården kringfluten av strömmen. 
Det nyare gårdshuset, som var uppfört 1827–1828 och som 1828–1882 var tjänstebostad för Göta kanalbolags kamrerare och mot slutet av 1800-talet inrymde det Lotten Nordgrens hushållsskola, flyttades i samband med anläggandet av Motala kraftverk till Östermalmsgatan 20 i Motala, det så kallade Röda korshuset som 2012 såldes för att 2013 bli hotell (Hotell Östermalm). Den forna gården Hårstorp, låg rakt öster om den under 1800-talet uppförda manbyggnaden. 
Hårstorpsgatan är en parallellgata till Östermalmsgatan. Ett steg ännu högre upp på den västra sidan av Motala ströms dalgång genom Motala löper Åsgatan, tidigare benämnd Övre Hårstorpsgatan. Hårstorpsbron var en av de många gångbroar som funnits över strömmen. Den hade på norra sidan sitt landfäste nedanför uthusbyggnaden vid Hårstorps gård och på södra sidan mitt för Lilla Nygatan.  

## Tillhörde kungasläkt
Hårstorp omnämns första gången den 31 december 1296 då Ingeborg Ulfsdotter (Ulv) till sin make riksrådet och drotsen Abjörn Sixtensson (Sparre av Tofta), under förutsättning att hon dog före honom, skänkte Haroxtorp (Hårstorp) med tillhörande kvarnar och fisken. Hon ägde även bland annat gården Vinnerstad sydost om Motala, gården Husbyfjöl, i likhet med Hårstorp vid Motala ström, samt Klåstad, dagens Klosterstad öster om Vadstena och Göksholm i Närke. Gåvobrevet bekräftades i ett diplom från 1297 av hennes släkting kung Birger Magnusson. 
Åtminstone under 1307 vistades hertig Erik tidvis på Harokstorp (Hårstorp), vilket framgår av ett lånebrev han utfärdade där. Gårdens ägare Abjörn Sixtensson, som var hertigens drots, utfärdade själv ett gåvobrev där 1310.

## I Bo Jonsson Grips ägo
Östergötlands lagman och Stockholms fogde, riksrådet Bo Jonsson (Grip) bytte den 13 januari 1369 till sig Hårstorp, som då uppgavs omfatta tre och en halv attung jord, av riddaren och lagmannen i Uppland Karl Ulfsson (Sparre av Tofta), sonson till Ingeborg Ulfsdotter och Abjörn Sixtensson. I bytet ingick också bland annat tre kvarnhus i Motala ström och Karl Ulfssons alla tomter i Motala by, torpet Holm (idag stadsdelen Holm i Motala) samt ål- och laxfiske och notdragning i Motala ström vid Vräknebo (som under 1600-talet omvandlades till säteri och omdöptes till Charlottenborg).

## Från Vadstena kloster till Hårstorps rättaredöme
Mot slutet av medeltiden kom Hårstorp i Vadstena klosters ägo. Det skedde genom ett byte 3 mars 1383 mellan Bo Jonsson och klostret. Av brevet framgår att Hårstorp var huvudgård i Bo Jonssons omfattande godskomplex i Motalatrakten. Brytegården Hårstorp (Harwkxtorp) hade ett attungstal på tre och en halv attungar. Som jämförelse kan nämnas att den andra stora gården i bytet Bispmotala (Biscopsmotala) var satt till en halv attung.   
Av Vadstena klosters jordebok år 1500 framgår att klostret ägde Haaristhorp och en tillhörande kvarn. Efter reformationen inrättades ett rättaredöme i Hårstorp som vid 1540-talets mitt omfattade Vadstena klosters landbor i Motala med flera socknar i Aska och Boberg härader, sammanlagt 31 landbor. Av klostrets jordebok år 1500 framgår att klostret i Motalatrakten då ägde 10 gårdar i Motala by och dessutom Hårstorp, en gård i Duvedal, två gårdar i Biskops Motala, en gård i Vara, Bondebacka, Bergsätter med flera, samt ett antal kvarnar i Motala ström.

## Två kronohemman Hårstorp
På 1635–1637 års karta uppmätt av lantmätare Johan Larsson Groth finns vid Motala ström två lika stora kronohemman Hårstorp och en tillhörande vattendriven såg ("kronans sågekvarn") samt fiskevatten. Redan under 1500-talet fanns det två gårdar i Hårstorp. I en jordebok från 1568 tillhörig Aska härads räkenskaper uppges att två gårdar i Hårstorp nedbrändes samma år under nordiska sjuårskriget då den danske befälhavaren Daniel Rantzaus styrkor härjade i trakten. År 1640 innehades Hårstorps båda hemman av två ryttare som deltog i Trettioåriga kriget. År 1651 ingick Hårstorp i hertig Adolf Johans donation. Enligt 1703 års karta tillhörde två torp Hårstorp, det ena kallat Småland (inte långt från nuvarande Smålandsgatan), det andra Gränsen (vid Grenadjärsgatan). Under början av 1700-talet köptes Hårstorp till frälse. År 1726 hörde Hårstorp nr 1 och 2 till Bergsätter.

## Göta Kanal drogs över Hårstorps åkrar
Göta Kanal anlades på mark tillhörig Hårstorp. Göta Kanadirektion köpte 1817 in delar av Hårstorps mark. Vid Göta Kanal fanns en båtbrygga, Hårstorpsbryggan. Till denna brygga åkte de arbetare vid Motala Verkstad som bodde i stadsdelen Holm, söder om Motala ström. Från bryggan gick de förbi Hårstorp ned till Hårstorpsbron över Motala ström.  

## Sommarviste för skalden Atterbom och tonsättaren A F Lindblad
Författaren och Uppsalaprofessorn Per Daniel Amadeus Atterbom tillbringade med sin familj somrarna 1851-1852 på Hårstorp. Året dessförinnan vistades tonsättaren Adolf Fredrik Lindblad där sommartid. Det var genom dennes förmedling som Atterbom hyrde in sin på "ett ställe, som vad utsikten beträffar, säges vara den skönaste i hela denna undersköna nejd" (Atterbom i brev 2 februari 1851).